# Synagoga w Mikstacie
Synagoga w Mikstacie – nieistniejąca synagoga znajdująca się dawniej w mieście Mikstat, w województwie wielkopolskim.
Mieściła się przy ulicy Fryderyka Chopina. Wybudowana została w końcu 1905 roku. W czasie okupacji hitlerowskiej została zniszczona przez nazistów. Nie zachowała się do dziś.